# Dan Butler
Daniel Eugene Butler (Fort Wayne, 2 december 1954) is een Amerikaans acteur. Hij werd in zowel 1996, 1997 als 1998 genomineerd voor een Screen Actors Guild Award voor zijn rol in Frasier als de heteroseksuele macho Robert 'Bulldog' Briscoe, terwijl de acteur zelf in werkelijkheid homo is. Zijn partner is acteerdocent en regisseur Richard Waterhouse. Hij maakte in 1986 zijn filmdebuut in The Manhattan Project en was later te zien in onder meer Manhunter, I Love Trouble en The Fan.

## Filmografie
*Exclusief televisiefilms
- Chronic Town (2008)
- Courage Doesn't Ask (2007)
- Duck, Duck, Goose! (2005)
- Geldersma (2004)
- Sniper 2 (2002)
- Fixing Frank (2002)
- The First $20 Million Is Always the Hardest (2002)
- Clowns (1999)
- Sol Bianca: The Legacy (1999, stem Engelstalige versie
- Enemy of the State (1998)
- The Fan (1996)
- I Love Trouble (1994)
- Rising Sun (1993)
- Dave (1993)
- Tenchi Muyô! Ryô Ôki (1992, aka This End Up! - stem Engelstalige versie)
- Captain Ron (1992)
- The Silence of the Lambs (1991)
- The Long Walk Home (1990)
- Longtime Companion (1990)
- Manhunter (1986)
- The Manhattan Project (1986)

## Televisieseries
*Exclusief eenmalige gastrollen
- Frasier - Bob 'Bulldog' Briscoe (1993-2004, 51 afleveringen)
- American Dreams - Coach Ambros (2002, vier afleveringen)
- From the Earth to the Moon - Gene Kranz (1998, twee afleveringen)
- Hey Arnold! - Mr. Simmons (1997, twee afleveringen)
- Caroline in the City - Kenneth Arabian (1995-1997, twee afleveringen)
- Roseanne - Art (1991-1992, drie afleveringen)

## Trivia
- Butler was naast Frankie Faison de enige acteur die zowel in Manhunter speelde als in een van de films uit de Hannibal Lecter-reeks met Anthony Hopkins. Hij speelde in eerstgenoemde film Jimmy Price (in remake Red Dragon uit 2002 gespeeld door Stanley Anderson). In opvolger The Silence of the Lambs verscheen Butler als Roden, de entomoloog, die de cocon in de keel van een van de vermoorde meisjes identificeert als acherontia styx (een verwante van de doodshoofdvlinder ofwel acherontia atropos).

- Bibliothèque nationale de France: cb14160554f (data)
- Gemeinsame Normdatei: 107161665X
- International Standard Name Identifier: 0000 0001 1443 4668
- Library of Congress Control Number: no99075407
- MusicBrainz: 2088c5a1-6bfb-40f9-8acd-d7f9e36d5758
- SNAC: w6p56vbv
- Virtual International Authority File: 48867821
- WorldCat: E39PBJwHkj9qMJ6DBtXfkwQKBP